# Binokularsehen

Prinzip des binokularen Sehens – Unterschiede in der Projektion von Punkten auf der Netzhaut der jeweiligen Augen bei unterschiedlicher Entfernung zu den abgebildeten Punkten

Unter Binokularsehen (binokular = beidäugig) versteht man alle sensorischen und motorischen Aspekte des gemeinsamen Sehens von rechtem und linkem Auge. Demgegenüber bezeichnet man das Sehen mit nur einem Auge oder auch die unabhängig voneinander stattfindende Benutzung mehrerer Augen als Monokularsehen.
Beim Menschen, wie bei Primaten im Allgemeinen, sind die Augen nach vorne gerichtet. Hierdurch ist zwar das Blickfeld kleiner, aber die damit verbundene größere Überlappung der Gesichtsfelder der beiden Augen kommt dem räumlichen Sehen zugute. Dieses benötigt allerdings zusätzliche sensorische und motorische Fähigkeiten, die Teilaspekte des Binokularsehens sind, und die mitunter gestört sein können.

## Sensorik
Die sensorischen Aspekte des Binokularsehens lassen sich in einzelne Stufen einteilen.
Als erste Stufe gilt das Simultansehen, die gleichzeitige Wahrnehmung der Seheindrücke beider Augen. Die nächste Stufe wird Fusion genannt und ist die Fähigkeit, die Bilder beider Augen zu einem einzigen Bild zu verschmelzen. Dies ist die Grundlage für die dritte und höchste Form des Binokularsehens, des räumlichen Sehens (Stereopsis). Diese Formen fasst man auch als Binokularfunktionen zusammen.

### Grundlagen
Voraussetzung für das Binokularsehen ist die Korrespondenz zwischen bestimmten Netzhautarealen beider Augen. In der Regel erfolgt die Abbildung eines fixierten Objekts auf physiologisch identisch lokalisierenden Netzhautpunkten, die es an der gleichen Stelle des Raums wahrnehmen und so überlagern. Man spricht hier von einer normalen Sehrichtungsgemeinschaft oder normalen retinalen Korrespondenz (NRK). Da dieser Zustand im Normalfall an die Foveae beider Augen gekoppelt ist, spricht man auch von bifovealer Sehrichtungsgemeinschaft. In Abhängigkeit von den herrschenden Korrespondenzverhältnissen wird sich auch die Qualität des Binokularsehens darstellen.
Die Gesamtheit der Punkte, die bei der Fixation eines Objektes auf korrespondierende Netzhautstellen fallen, nennt man Horopter. Dieser Horopter ist eine Linie, die, einer Parabel ähnlich, leicht gekrümmt ist. Objekte, die dicht vor oder hinter diesem Horopter liegen, werden in der Regel nicht doppelt gesehen, obgleich sie auf nicht korrespondierende Netzhautstellen fallen. Diesen Bereich nennt man Panumareal oder Panumraum. In dieser Zone entsteht durch die leicht versetzten Abbildungen (Querdisparation) das räumliche Sehen. Beim Überschreiten der Grenzen des Panumareals entsteht die sog. physiologische Diplopie.

### Formen
Es werden prinzipiell drei Formen von Binokularfunktionen unterschieden.

#### Simultansehen
Simultansehen ist dann gegeben, wenn die Seheindrücke beider Augen gleichzeitig wahrgenommen werden. Dies ist auch dann der Fall, wenn eine Diplopie oder Konfusion vorliegt. Eine Qualität des Simultansehens lässt sich allenfalls dadurch ausdrücken, wie stabil oder häufig die Seheindrücke gleichzeitig wahrgenommen werden. Bei angeborenen Schielerkrankungen zum Beispiel wird in der Regel der Seheindruck des schielenden Auges unterdrückt. Man spricht hierbei auch von der Suppression oder Exklusion der Seheindrücke. Damit soll die Wahrnehmung störender Doppelbilder vermieden werden. In dieser Situation besteht demnach kein Simultansehen.

#### Fusion
Die Fusion verschmilzt die beiden getrennt wahrgenommenen Bilder des rechten und linken Auges zu einem einzigen. Man unterscheidet dabei zwischen sensorischer Fusion als zentraler Bildverschmelzung und motorischer Fusion, die über die äußeren Augenmuskeln erfolgt. Die Fusionsfähigkeit kann unterschiedlichen Belastungen ausgesetzt sein, bspw. schlechter Sehschärfe, latentem Schielen, ungünstigen Lichtverhältnissen oder einem schlechten Allgemeinzustand. Die Grenzen dieser Belastbarkeit, die in den verschiedenen Blickrichtungen unterschiedlich ausgeprägt sind, kann man mit bestimmten Verfahren messen und so Rückschlüsse ziehen, die bei der Beurteilung von Schielerkrankungen oder sensorischer Störungen eine Rolle spielen können. Zum einen spricht man hierbei von der sog. Fusionsbreite, die die maximale Belastung der fusionalen Vergenz (gegensinnige Augenbewegung) in einer Blickrichtung darstellt und in horizontaler, vertikaler und rotatorischer Ausrichtung ermittelt wird. Diese kann in Prüfsituationen z. B. durch Prismengläser induziert werden. Zum anderen gibt es das sog. Fusionsblickfeld, das die prinzipielle Fähigkeit zum binokularen Einfachsehen in unterschiedlichen und unterschiedlich ausgeprägten Blickrichtungen dokumentiert. Ist eine Person nicht mehr in der Lage, die Bilder beider Augen zu fusionieren, wird sich entweder bei intaktem Simultansehen die Wahrnehmung von Doppelbildern einstellen oder bei nicht vorhandenem Simultansehen der Seheindruck des abweichenden Auges „ausgeschaltet“ werden.

#### Stereopsis
Die Qualität des räumlichen Sehens wird in Bogensekunden ausgedrückt. Damit ist die Querdisparation der dargebotenen Prüfobjekte oder -bilder gemeint. Je kleiner hierbei die Querdisparation, desto höher ist die Qualität des räumlichen Sehens. Der Wert eines Normalsichtigen liegt bei etwa 20 Bogensekunden. Differenzen im Untersuchungsergebnis können durch unterschiedliche Messverfahren entstehen. Voraussetzung für die Wahrnehmung eines räumlichen Seheindrucks ist eine intakte Fusion. Werden die Bilder beider Augen nicht fusioniert, ist auch kein räumliches Sehen möglich. Insbesondere im englischen Sprachraum wird das gänzliche Fehlen von räumlichem Sehen als „Stereoblindness“ bezeichnet, ein Begriff, der in seiner Übersetzung „Stereoblindheit“ in der deutschsprachigen Fachterminologie keine Verwendung findet.

### Untersuchungsmethoden
Es gibt zahlreiche und unterschiedlichste Untersuchungsmethoden und Verfahren zur Prüfung der verschiedenen Formen des Binokularsehens, die allgemein in der Orthoptik und in vereinfachter Form in der Optometrie zum Einsatz kommen.
Hierbei sind subjektive Angaben des Patienten (z. B. Bildlokalisation) ebenso zu berücksichtigen, wie objektive Faktoren (bspw. Schielwinkel). Generell kann man apparative Verfahren (z. B. Haploskope) von solchen unterscheiden, die bei einer Prüfung im freien Raum zum Einsatz kommen. Nicht selten existieren Verfahren, die zwar die gleiche Funktion untersuchen, auf Grund unterschiedlicher Anordnungen, Dissoziationsgrad und zugrunde liegenden Prinzipien jedoch deutlich voneinander abweichende Ergebnisse produzieren. Zudem finden manche Untersuchungen in sehr unnatürlichen Prüfumgebungen statt, was wiederum bei der Beurteilung der Ergebnisse zu berücksichtigen ist. In der Tabelle sind nach einzelnen Dissoziationsgraden einige Verfahren stellvertretend aufgeführt.

### Pathologie
Störungen des beidäugigen Sehens können sehr unterschiedliche Gründe, Ausprägungen und somit Auswirkungen haben. Wesentliche Merkmale sind Diplopie und Konfusion, sowie die Suppression des Seheindruckes eines Auges, um drohenden Doppelbildern entgegenzuwirken. Diese gehen immer auch mit dem Verlust bzw. einer Einschränkung des räumlichen Sehens einher.
- Diplopie wird ausgelöst, indem bei einem schielenden Auge Netzhautstellen gereizt werden, die eine unterschiedliche Raumlokalisation zu der des nicht schielenden Auges aufweisen. Man nimmt also mit beiden Augen identische Objekte an unterschiedlichen Orten im Raum wahr. Diplopie bedeutet den Verlust der Fusionsfähigkeit und des räumlichen Sehens bei Erhalt des Simultansehens.
- Konfusion hingegen entsteht, wenn verschiedene Objekte auf Netzhautstellen mit gleicher Raumlokalisation fallen. Beide Augen sehen also unterschiedliche Dinge an identischer Stelle im Raum und lösen so eine Art Wettstreit um die Lokalisation aus. Konfusion tritt gleichwohl wegen in der Regel einsetzender Hemmungsmechanismen (Skotome) im täglichen Leben so gut wie nicht auf, kann jedoch zur Messung von objektiven Schielwinkeln in Untersuchungssituationen (z. B. mit Dunkelrotglas-Filter) evoziert werden.
- Suppression wird der Mechanismus genannt, der bei beidseits geöffneten Augen den Seheindruck des schielenden Auges vollständig oder partiell unterdrückt. Dieser Mechanismus kann lediglich bestimmte Netzhautareale betreffen (Zentralskotom, Fixierpunktskotom), oder er führt zu einer kompletten Ausschaltung der Wahrnehmung des schielenden Auges, was wiederum eine Amblyopie verursachen kann. Im Gegensatz zu anderweitig bedingten Gesichtsfeldausfällen lässt sich dieser Hemmungsmechanismus nur nachweisen, wenn beide Augen geöffnet sind. Die Suppression eines Auges bedeutet den Verlust sämtlicher Binokularfunktionen.

Eine weitere Störung ergibt sich (im Gegensatz zu o. a. NRK) aus einer anomalen Sehrichtungsgemeinschaft oder anomalen retinalen Korrespondenz (ARK). Hierbei handelt es sich um das Phänomen, dass es bei der Fixation eines Objekts zur Stimulans physiologisch nicht identischer Netzhautpunkte kommt, die gleichwohl zu einer anomalen Überlagerung der Bilder führen kann. Es korrespondieren hierbei in der Regel die Fovea des einen Auges mit einer nicht fovealen Netzhautstelle des anderen Auges. Kommt es in dieser Situation zu einer Überlagerung der Bilder, liegt eine sog. harmonisch anomale Netzhautkorrespondenz (HARK) vor. Demgegenüber spricht man von einer disharmonisch anomalen Netzhautkorrespondenz (DHARK), wenn es unter diesen Gegebenheiten nicht zu einer Überlagerung der fixierten Bilder kommt. Als Ergebnis einer HARK kann sog. subnormales, also qualitativ unterschiedlich minderwertiges, Binokularsehen entstehen. Äußern kann sich dies z. B. in einer geringen Fusionsbreite oder in lediglich grob ausgeprägtem räumlichen Sehen.
Störungen der Fusion und Stereopsis können zudem durch ausgeprägte Größenunterschiede der Netzhautabbildungen (Aniseikonien) verursacht werden, die eine kongruente Bildüberlagerung und -verschmelzung nicht mehr gestatten.
Eine senso-motorische Störung des Binokularsehens stellt die Fixationsdisparität dar. Sie drückt sich durch eine mangelnde Exaktheit des Vergenzsystems und durch die Unfähigkeit zu bifovealer Fixation unter fusionaler Belastung aus.
Eine weitere, jedoch wesentlich seltenere Störung des beidäugigen Sehens kennt man als Horror fusionis. Bei diesem Zustand ist die Fähigkeit zur Suppression wegen eines kleinen Schielwinkels eng zusammenliegender Doppelbilder abhandengekommen. Dies kann bspw. durch orthoptische oder pleoptische Übungsbehandlungen verursacht werden, die in solchen Fällen eine Herstellung von normaler Binokularität nicht erreicht haben, jedoch einen Abbau der Doppelbildhemmung. Ergebnis ist eine nicht zu beseitigende, permanente Doppelbildwahrnehmung in geringem Abstand.

### Ätiologie
Die bekanntesten Ursachen für Störungen der Sensorik des Binokularsehens sind alle Formen von Schielerkrankungen und Nystagmus sowie Amblyopie und Anisometropie. Aber auch optische, organische und neurologische Probleme (zum Beispiel Blicklähmung) können das beidäugige Sehen in unterschiedlicher Ausprägung beeinträchtigen. Zudem kann eine zentrale Fusionsstörung durch Alkoholabusus verursacht werden. Die Behandlung gehört in die Hände von Orthoptisten, Strabologen und ggf. Neuroophthalmologen bzw. Neurologen. Die Anfertigung und Anpassung spezieller Brillengläser (z. B. Prismen) wird durch Augenoptiker durchgeführt.

## Motorik
Die motorischen Aspekte des Binokularsehens behandeln neben der Physiologie und Pathophysiologie des Bewegungsapparates der Augen auch deren Stellung zueinander. Sie sind unter anderem beschrieben in den Artikeln Augenbewegung und Schielen.